# Antonín Starý
Antonín Starý (9. července 1878 Český Herálec – 28. října 1942 Praha) byl český lékař – dermatovenerolog. Mimo to překládal beletrii z angličtiny, němčiny a francouzštiny. Používal pseudonym K. Studna.

## Překlady
- Oscar Wilde: De profundis : zápisky ze žaláře v Readingu a čtyři listy, KDA, svazek 18, Praha, Kamilla Neumannová, 1908
- W. Bölsche: Život lásky v přírodě (dějiny vývoje lásky) (vydal Jos. R. Vilímek, Praha, 1924)
- Walter Scott: Ivanhoe (ilustrovali M. Lix aj., vydal Jos. R. Vilímek, Praha, 1926)